# 전기종

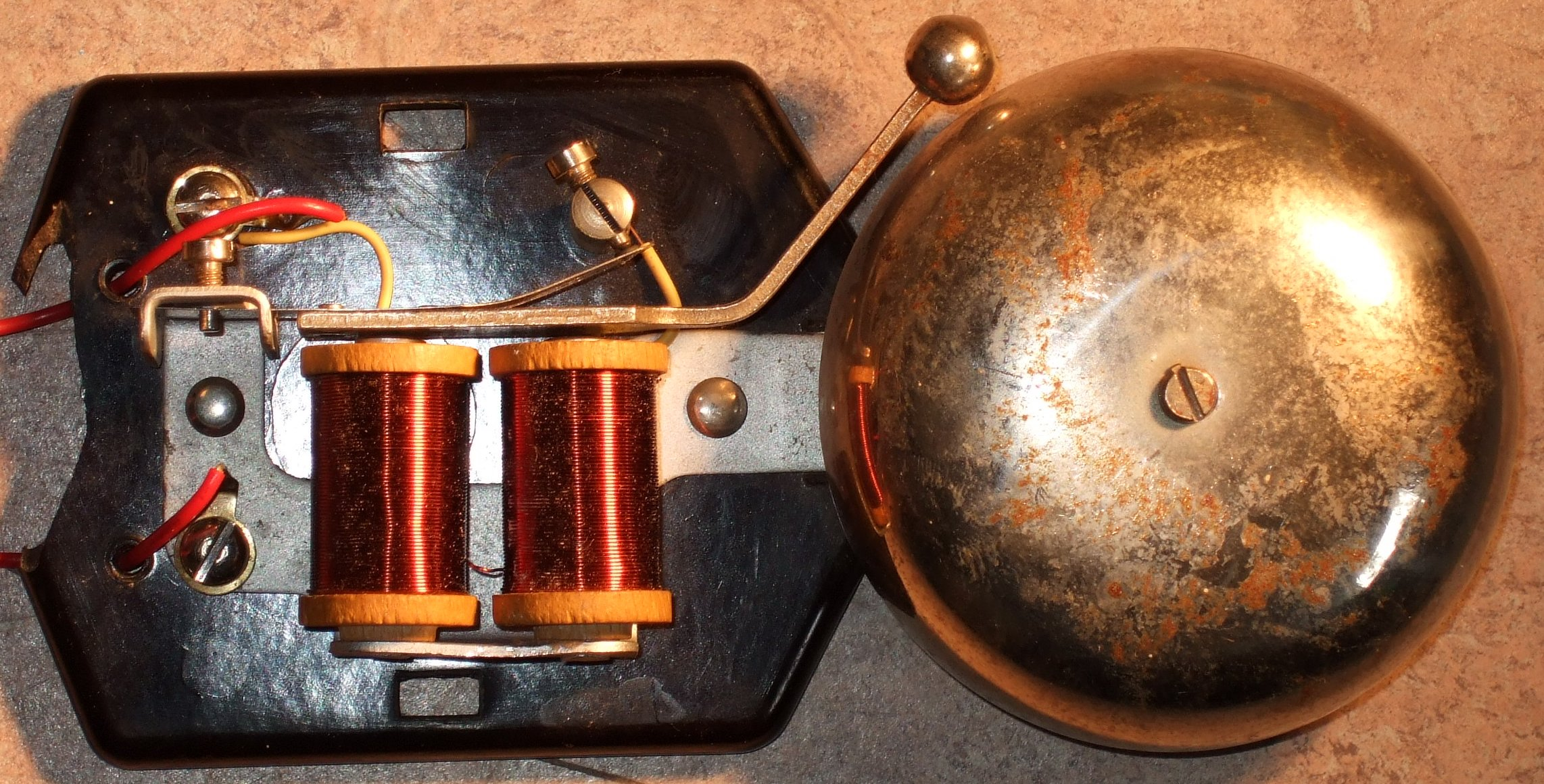

동작 방식

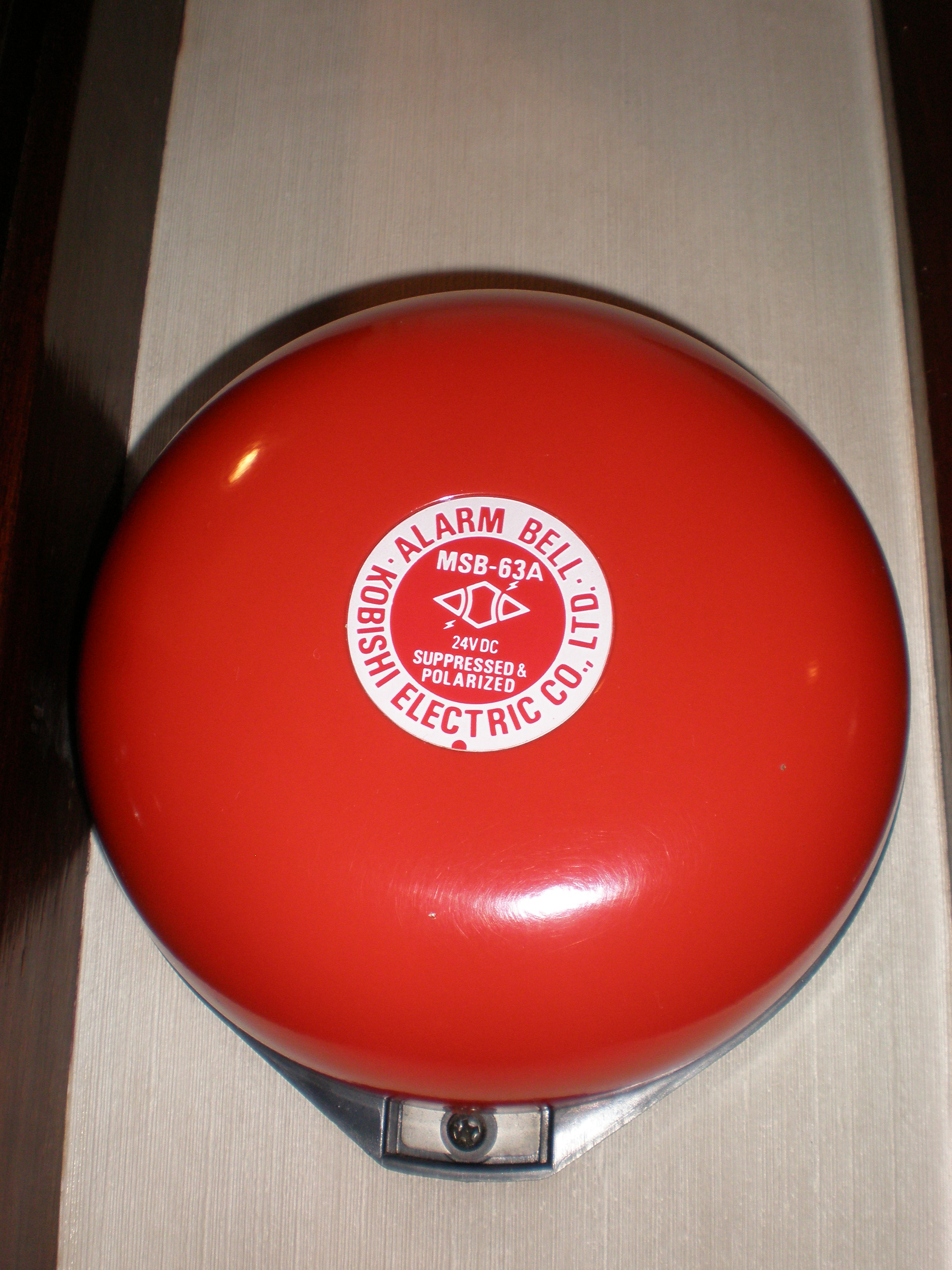
화재 경보 벨

전기종(電氣鐘), 전종(電鐘), 전령(電鈴)은 전자석을 이용하여 기능하는 기계식 또는 전자식 종이다. 전류가 흐르면 반복적인 윙윙거리는 소리나 쨍그랑 하는 소리나 울리는 소리를 만들어낸다. 전기종은 전화, 화재, 절도 경보에 널리 사용되고 있으며, 1800년대 말부터 학교 종, 초인종, 산업 공장의 알람에 사용되고 있으나 지금은 대부분 전자 음향기로 대체되고 있다.

## 역사
간섭용 종은 1823년 윌리엄 스터전의 전자석의 발명을 통해 고안된 다양한 진동 전자기 매커니즘으로부터 발전하였다. 최초의 것들 가운데 하나는 1824년 제임스 마시가 발명한 진동 전기선이었다.

## 같이 보기
- 초인종